# Jacqueline de Bueil
Jacqueline de Bueil, condesa de Moret (1588-1651 en Moret-sur-Loing) fue una amante del rey francés Enrique IV.

## Biografía
Jacqueline provenía de una familia noble empobrecida. Era hija de Claude de Bueil y su esposa Catherine de Monteclerc. El 5 de octubre de 1604, Jacqueline de Bueil contrajo matrimonio en París con Philippe de Harlay Champvallon, conde de Césy. Tres años más tarde, el matrimonio sin hijos fue anulado, Philippe volvió a casarse y se convirtió en embajador de Francia en Turquía.
Por Carlota de La Trémoille, princesa de Condé y su esposo Enrique I de Borbón-Condé, de quien Jacqueline era pupila, la encantadora joven atrajo el favor del rey y desplazó temporalmente a su amante de toda la vida Catalina Enriqueta de Balzac d'Entragues. El romance con Enrique produjo un hijo, Antonio de Borbón-Bueil, conde de Moret, a quien el rey legitimó en 1608 y crio con todos sus otros hijos.
Jacqueline de Bueil tuvo otros varios amantes, entre ellos el duque de Chevreuse, Claudio de Lorena y el príncipe de Joinville.
Siete años después del asesinato del rey, Jacqueline se casó con su primo lejano René du Bec, marqués de Vardes, con quien tuvo varios hijos.

## Literatura
- Hugh Noel Williams: Last Loves of Henri of Navarre. Hutchinson, London, p. 154–156 (online).